# Гра в лікаря (фільм, 2014)
«Гра в лікаря» (нім. Doktorspiele) — німецька підліткова комедія 2014 року, знята режисером Марко Петрі за мотивами роману «Doktorspiele» Яромира Конечного 2009 року. Головні ролі виконали Мерлін Роуз, Ліза Вікарі, Макс фон дер Гробен, Елла-Марія Ґоллмер та Янніс Нівьонер. У ролях другого плану: Олівер Коріттке, Герд Кнебель і Крістіан Поль.

## В ролях
- Merlin Rose — Andi
- Lisa Vicari — Lilli
- Макс фон дер Ґробен — Harry
- Яніс Нівенер — Bobby
- Крістіана Пауль — Andi's Mother
- Oliver Korittke — Andi's Father Tom
- Ella-Maria Gollmer — Katja
- Olga von Luckwald — Bea Zimmermann
- Ivo Kortlang — Jaromir
- Gerd Knebel — Fußballtrainer